# Григоровский, Юрий Николаевич
Юрий Николаевич Григоровский (род. 28 марта 1939, Москва) — советский ватерполист. Двукратный серебряный призёр летних Олимпийских игр 1960 и 1968 годов (провёл 14 игр, забил 13 мячей в рамках игр). Десятикратный чемпион СССР. Неоднократный победитель Спартакиад народов СССР в составе сборной команды Москвы. Мастер спорта СССР. Заслуженный мастер спорта России, заслуженный тренер Российской Федерации.

## Награды
- Орден «Знак Почёта» (16.09.1960) — за успешные выступления в XVII летних и VIII зимних Олимпийских играх 1960 года, а также за выдающиеся спортивные достижения[4]